# Флорівка
Фло́рівка —  село в Україні, у Скороходівській селищній громаді Полтавського району Полтавської області. Населення становить 249 осіб. До 2020 орган місцевого самоврядування — Вільницька сільська рада.

## Географія
Село Флорівка знаходиться на березі річки Свинківка, вище за течією примикає село Вільниця, нижче за течією на відстані 1 км розташоване село Карнаухи. Поруч проходить залізниця, станція Сторожовий за 2 км.

## Історія
12 червня 2020 року, відповідно до розпорядження Кабінету Міністрів України № 721-р «Про визначення адміністративних центрів та затвердження територій територіальних громад Полтавської області», село увійшло до складу Скороходівської селищної громади.
19 липня 2020 року, в результаті адміністративно - територіальної реформи та ліквідації Чутівського району, село увійшло до складу новоутвореного Полтавського району.